# The Glow – Der Schein trügt
The Glow – Der Schein trügt (The Glow) ist ein US-amerikanischer Thriller von Craig R. Baxley aus dem Jahr 2002. Er ist eine Verfilmung eines Romans von Brooks Stanwood.

## Handlung
Die frisch verheirateten New Yorker Jackie und Matt suchen auf dem hart umkämpften Wohnungsmarkt eine neue Bleibe. Als Matt beim Joggen im Park gewaltsam beraubt wird, helfen ihm eine Gruppe extrem rüstiger Rentner, die zusammen in einem attraktiven Altbau in bester Lage direkt am Park wohnen. Sie vermieten den jungen Leuten eine komfortable aber preiswerte Wohnung in ihrem Haus.
Kurz nach dem Einzug verschwindet spurlos ein anderes junges Ehepaar, das im selben Haus wohnte. Nach mehreren mysteriösen Vorfällen, für die es scheinbar immer eine harmlose Erklärung gibt, fühlt Jackie sich zunehmend unwohl in Gesellschaft der stets neugierigen und dominant auftretenden alten Herrschaften. Sie möchte wieder ausziehen. Matt will aber eine Konfrontation mit den Vermietern vermeiden, weil er ohne Jackies Wissen bei einem der alten Herren ein Darlehn für seine kleine Firma aufgenommen hat.
Am Ende stellt sich heraus, dass die alten Leute regelmäßig junge Menschen töten, um sich selbst mit den Körpersubstanzen länger am Leben zu halten. Im Kellerraum des Hauses werden mehrere Leichen gefunden. Jackie und Matt überleben nur um Haaresbreite.

## Kritiken
- Save.TV: Der Thriller sei ‚spannend‘ und ‚solide inszeniert‘.[1]
- film-dienst: Atmosphärisch dichter Psychothriller mit Anleihen beim Gruselklassiker "Rosemarys Baby", der dank überzeugender Darsteller die solide Grundspannung bis zum Ende aufrechterhält.